# Лепіота коричнево-червонувата
Лепіота коричнево-червонувата, іноді лепіота бурочервона (Lepiota brunneoincarnata) — отруйний гриб з родини печерицевих.
Шапка 3—6 см у діаметрі, тупоконусоподібна, потім розпростерта, з горбочком, з опущеним краєм, брудно-рожевувато-коричнювата, у центрі темніша, з темнішими, пурпурово-коричневими лусками. Пластинки вільні, рідкі, білі, потім коричнюваті. Спори 7—9 X 4—5 мкм, безбарвні, еліпсоподібні. Ніжка 3—5 X 0,5—0,8 см, вгорі біла, потім рожевувата, брудно-рожева, з нечітким пасочкоподібним кільцем. М'якуш білий.
В Україні поширений у степу і гірському Криму. Росте у парках і садах, рідко; у серпні — вересні. Смертельно отруйний гриб.